# Gerani
|  | Aquest article tracta sobre les plantes comunament anomenades "geranis". Vegeu-ne altres significats a «Geranium». |

Els geranis (Pelargonium) són un gènere de plantes amb flor de la família Geraniaceae. N'hi ha espècies silvestres i de jardineria. Linnè en un principi va incloure totes les espècies dins el gènere Geranium, però Charles L'Héritier el 1789 el va separar en dos gèneres Pelargonium i Geranium. Per això popularment es conserva la paraula gerani per a les plantes de jardí encara que des de fa més de dos-cents anys estan classificats dins Pelargonium. El gènere Pelargonium és originari del sud de l'Àfrica i inclou unes 200 espècies de plantes herbàcies i arbusts que són plantes perennes i suculentes.
El Pelargonium sidoides és una planta de la família dels geranis, els quals des de fa segles venia emprant-se a la medicina tradicional. Va ser al segle xviii quan Charles-Louis L'Heritier de Brutelle el va mentar per primer cop a la seva obra Geranologia.
Al 1920, l'ex-missioner Dr. Adrien Sechehaye es va curar de tuberculosis amb un tractament a base d'aquesta planta, el que el va portar a comercialitzar-lo al tornar a Anglaterra sota el nom de «Steven's Consumption Cure».

## Algunes espècies
- Pelargonium abrotanifolium
- Pelargonium angustifolium L'Hér. ex Harv. i Sond.
- Pelargonium capitatum
- Pelargonium citrosum Voigt ex Sprague
- Pelargonium cotyledonis (L.) L'Hér.
- Pelargonium cucullatum
- Pelargonium elongatum
- Pelargonium exstipulatum
- Pelargonium graveolens L'Hér.
- Pelargonium hortorum L.H.Bailey
- Pelargonium nobile Dum.Cours.
- Pelargonium odoratissimum Sol.
- Pelargonium pedunculare Dehnh.
- Pelargonium peltatum
- Pelargonium radens H.E.Moore
- Pelargonium ribifolium
- Pelargonium scabrum Hort. ex Hoffmanns.
- Pelargonium sericeum E.Mey. ex Harv. i Sond.
- Pelargonium ternatum
- Pelargonium tripalmatum E.M.Marais
- Pelargonium triste (L.) L'Hér.
- Pelargonium × tussilaginifolium Tratt.
- Pelargonium wonchiense Vorster i M.G.Gilbert
- Pelargonium xerophyton Schltr. ex R.Knuth
- Pelargonium zeyherianum Dehnh.

## Història del gerani de jardí
La primera espècie de Pelargonium utilitzada com a gerani de jardí va ser Pelargonium triste, originària de Sud-àfrica que va ser portada al jardí botànic de Leiden abans de 1600. El 1631, el jardiner anglès John Tradescant va agafar llavors de Rene Morin a París i va introduir la planta al seu país.

## El cultiu dels geranis de jardí
El geranis en jardineria s'agrupen en quatre tipus, hi ha espècies i els seus híbrids:
- Gerani comú (Pelargonium x hortorum) híbrid de Pelargonium zonale i Pelargonium inquinans
- Gerani de fulles d'heura (Pelargonium peltatum)
- Gerani de pensament (Pelargonium grandiflorum)
- Geranis de fulles oloroses Pelargonium graveolens, Pelargonium capitatum, Pelargonium crispum...

Els geranis necessiten molta llum i només en climes molt calorosos poden estar a mitja ombra, no suporten les glaçades, també es poden tenir com planta d'interior en un lloc lluminós. Es reprodueixen per esqueix d'uns 10 cm i la millor època per fer-ho és la tardor, però es pot fer tot l'any. S'esporguen amb la finalitat d'augmentar la proporció de fulles i flors respecte a les tiges, si l'esporga es fa forta a la fi de l'hivern i principi de primavera es vigoritza la planta. Si no s'adoba i la terra del substrat està esgotant-se la planta no tindrà vigor i les fulles quedaran esgrogueïdes. Necessita poca aigua i sobretot un bon drenatge per evitar que es podreixin les arrels.

## Galeria

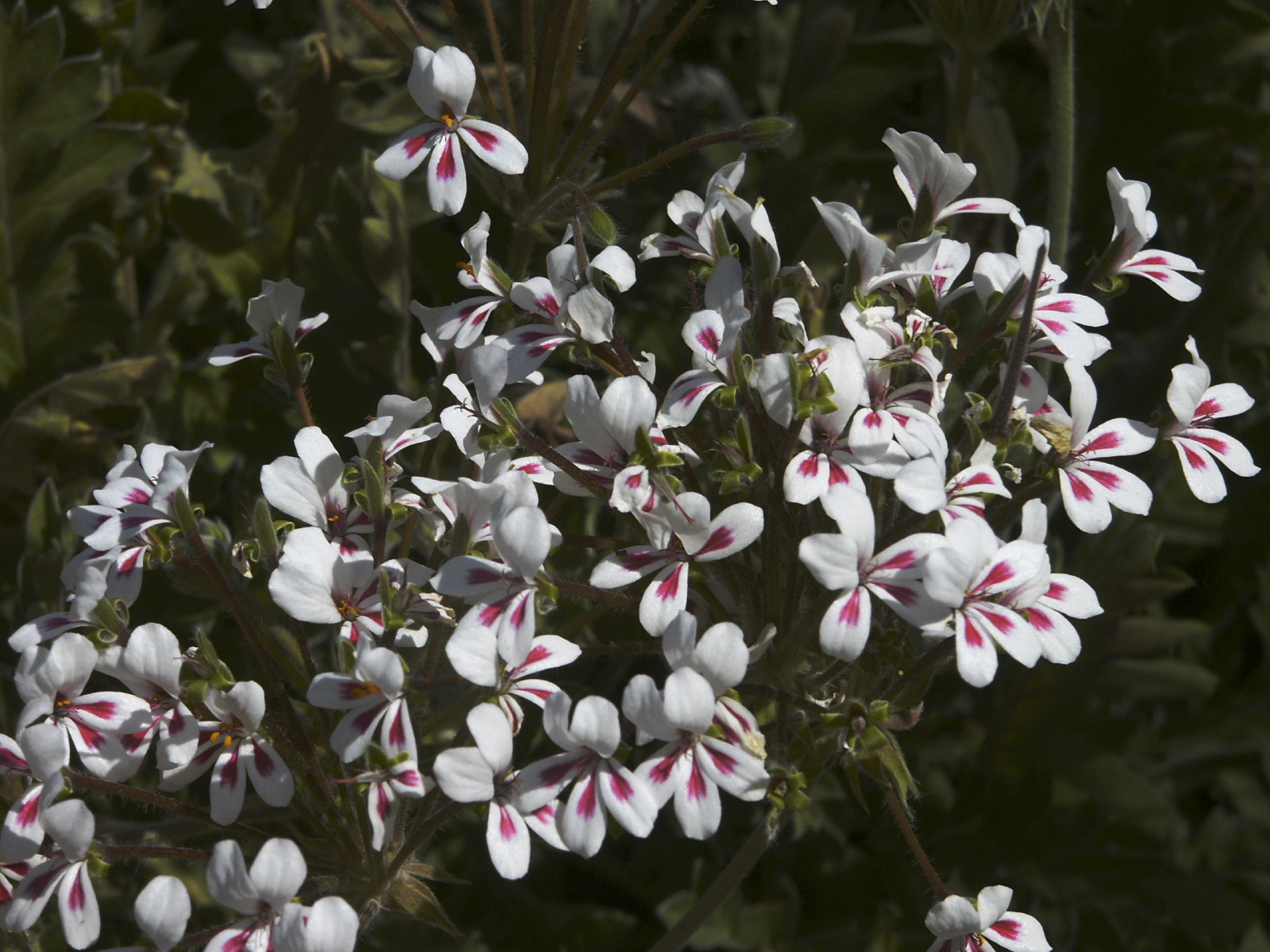
Pelargonium originari de Sud-àfrica Namaqualand
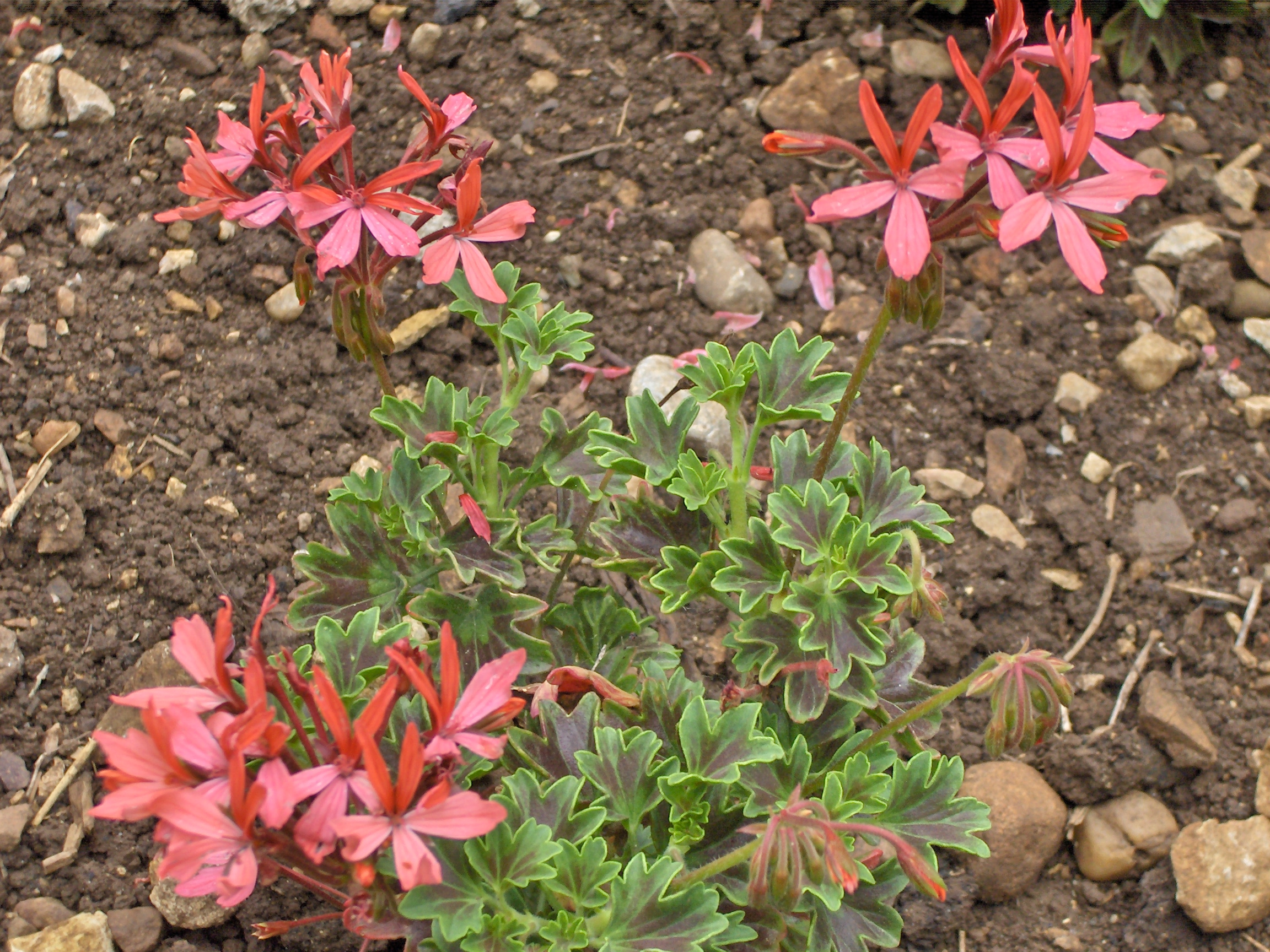
Cultivar: Pelargonium Stellar
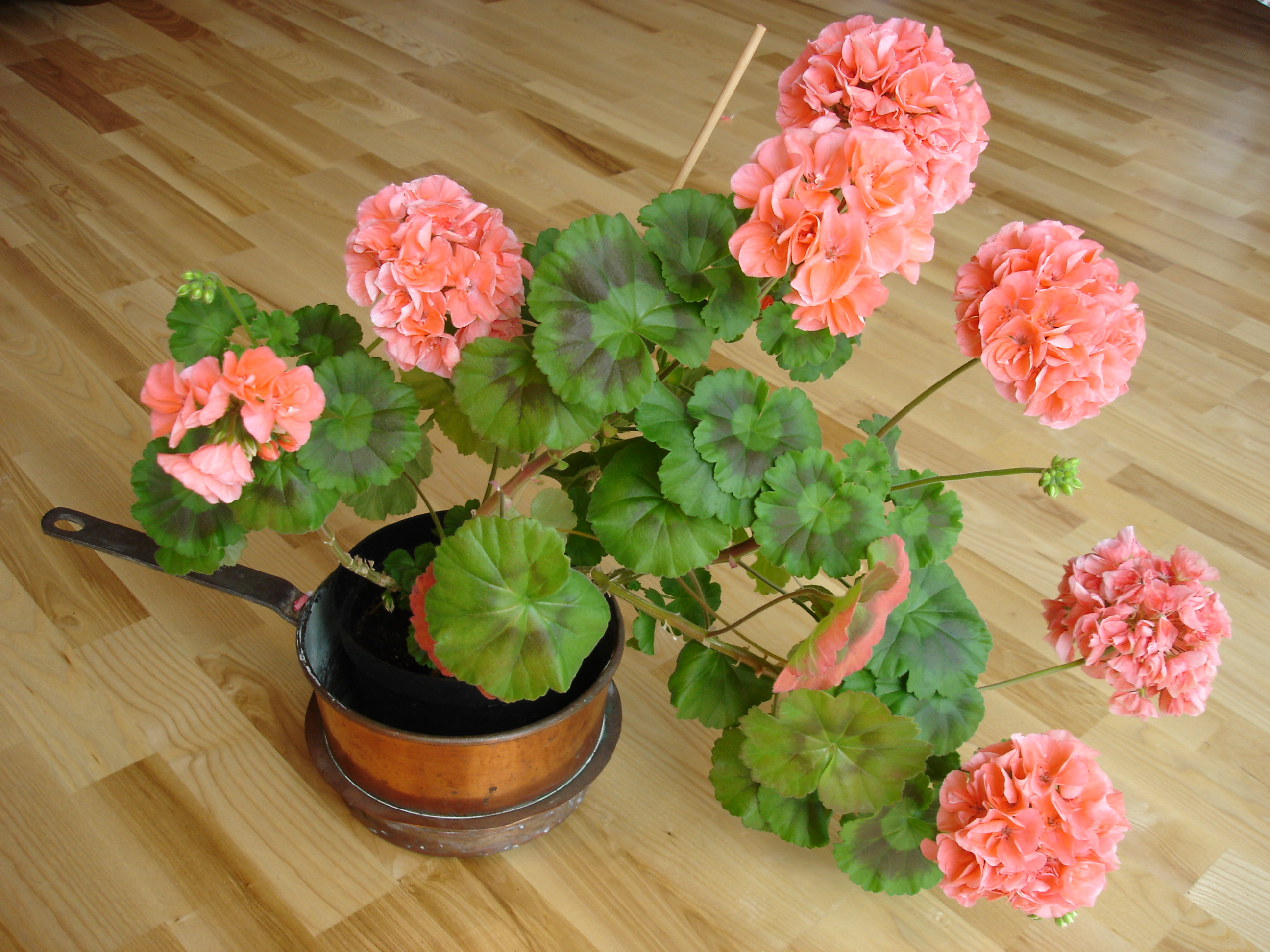
Gerani de jardí (Pelargonium x hortorum)
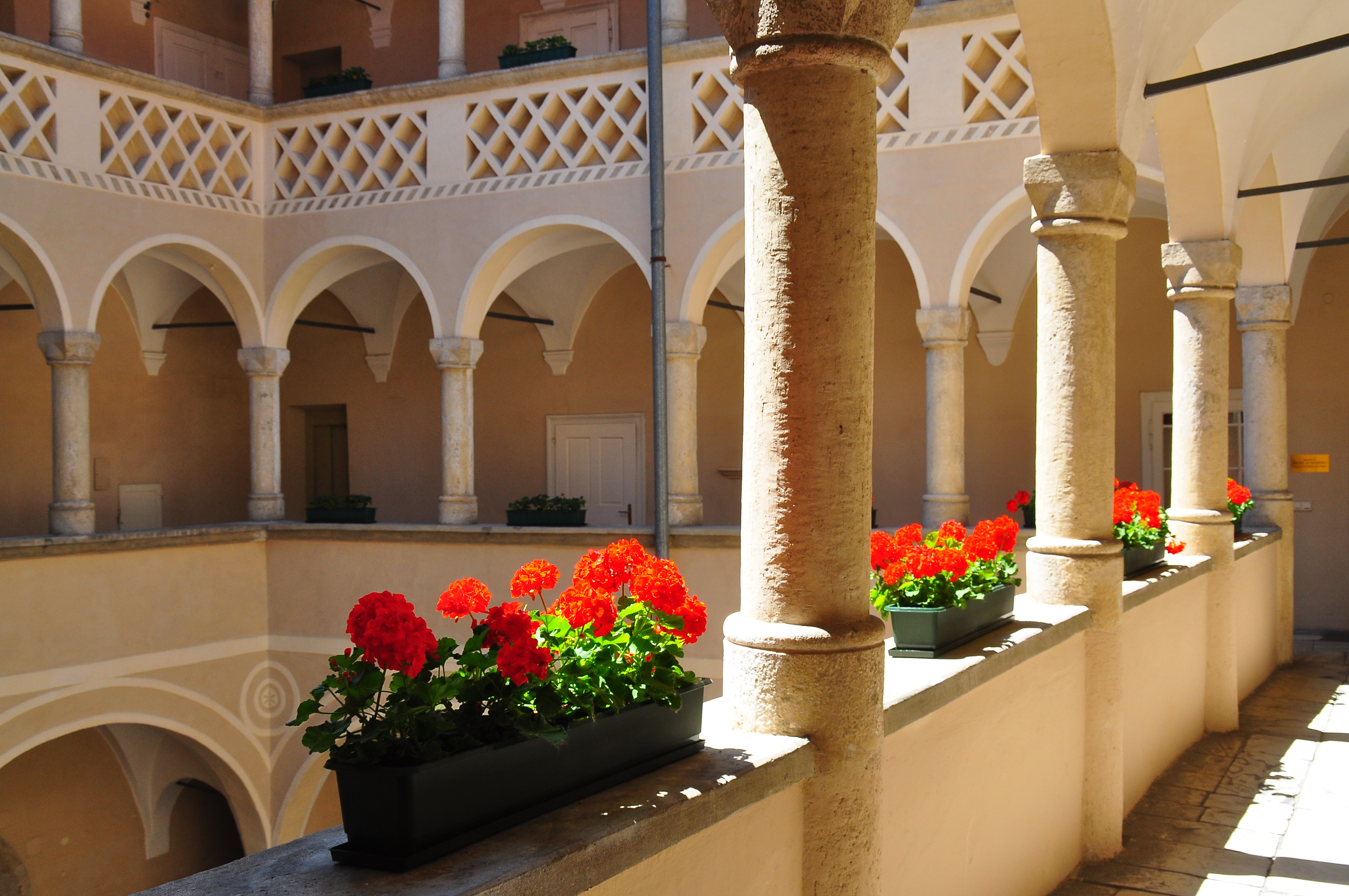
Geranis a un pati